# Унгария Оупън
Унгария Оупън (на английски: Hungarian Open) е професионален турнир по тенис за мъже от ATP Tour 250, който се провежда в Будапеща, Унгария, играе се на открити клей кортове.

## История
Турнирът се провежда ежегодно през април в Будапеща, Унгария. Това е първото ATP събитие, организирано в Унгария и управлявано от Унгарската тенис асоциация. 2017 г. е първото издание, а 2019 г. е последното издание. Матео Беретини е последния шампион на сингъл. Турнирът е заменен от Сърбия Оупън, планирано е да се върне в календара през април 2021 г.

## Финали

### Сингъл мъже
| Година | Шампион        | Финалист        | Резултат            |
| ------ | -------------- | --------------- | ------------------- |
| 2019   | Матео Беретини | Филип Крайнович | 4 – 6, 6 – 3, 6 – 1 |
| 2018   | Марко Чекинато | Джон Милман     | 7 – 5, 6 – 4        |
| 2017   | Лукас Пуи      | Аляж Бедене     | 6 – 3, 6 – 1        |